# Rômulo (cônsul em 343)
Flávio Rômulo (em latim: Flavius Romulus) foi um oficial romano do século IV, ativo durante o reinado dos imperadores Constante I (r. 337–350) e Constâncio II (r. 337–361). Talvez era ancestral de Flávio Presídio Rômulo. Em 243, foi cônsul posterior com Marco Mécio Mêmio Fúrio Babúrio Ceciliano Plácido.